# متلازمة المؤمن الحقيقي
إن متلازمة المؤمن الحقيقي هو مصطلح بلاغي غير رسمي، وضعه إيريك هوفر في عام 1951 كعنوان لكتابه، لكنه اشتهر بعدما استخدمه لامار كين في كتابه الذي نشر عام 1976 بعنوان «عقلية المافيا» (The Psychic Mafia). استخدم كين المصطلح للإشارة إلى الأشخاص الذين يستمرون في الإيمان بحدث أو ظاهرة خوارق ما حتى بعد أن ثبت عدم صحتها. اعتبر كين ذلك اضطرابًا إدراكيًا  واعتبره عاملاً أساسيًا في نجاح العديد من المشعوذين الذين يدّعون التواصل الروحي والتي يؤمن بها العديد من الناس.
عندما استخدمه إريك هوفر في عام 1951 بعنوان "المؤمن الحقيقي" لوصف الجذور النفسية للمجموعات المتشددة والمتعصبة.
ومن الأمثلة على هذا النوع من الإيمان، من أمن بنبؤة حدوث نهاية العالم وبقيوا على اعتقادهم حتى بعد فشلها في الحدوث. أو من يؤمن بصدق شخص ما حتى عندما يعترف بأنه كاذب.

## في علم النفس
في مقال نُشر في مجلة «المتقصي المرتاب» (Skeptical Inquirer)، قام عالم النفس ماثيو ج. شاربز وزملاؤه بتحليل وتشريح نفسية المؤمنين الحقيقيين وسلوكهم بعد فشل نبوءة نهاية العالم لعام 2012 واستشهادا بالعديد من الحالات المماثلة الأخرى، حدد شاربس أربعة عوامل نفسية تجبر هؤلاء الأشخاص على مواصلة معتقداتهم على الرغم من الواقع الذي يثبت العكس.
- الميول الانفصالية تحت الإكلينيكية: (بالإنكليزية: Subclinical dissociative tendencies) بينما لا يعانون من الأمراض العقلية، فإن الأشخاص ذوي الميول الانفصالية تحت الإكلينيكية لديهم ميل أعلى لتجربة الانفصال عن الواقع الجسدي المباشر والميل لرؤية أشياء غير محتملة للغاية مع تعزيز المصداقية. عادة ما يرتبط هذا التفكك تحت الإكلينيكي بالتفكير بالخوارق.[7]
- التنافر المعرفي: (بالإنكليزية: Cognitive dissonance) كلما استثمر المرء في المعتقد، زادت القيمة التي يضعها المرء في هذا الاعتقاد، ونتيجة لذلك، يكون أكثر مقاومة للحقائق أو الأدلة أو الواقع الذي يتعارض مع هذا الاعتقاد. في إحدى الحوادث، ترك بعض المؤمنين الحقيقيين بالمرقبات الفضائية أزواجهم ووظائفهم وتخلوا عن ممتلكاتهم للتحضير لصعود المركبة الفضائية الغريبة. عندما لم يحدث هذا، قدم التنافر المعرفي عندهم تعزيزًا لمعتقداتهم ومنفذا لقبول استثماراتهم الثقيلة التي وضعوها ولانزعاجهم أمام الأمر الواقع.[5][6]
- المعالجة الجشطالتية: (بالإنكليزية: Gestalt processing)، يعتمد اسلوب تفكير الجشطالتيين على تقبل الواقع من دون تحليل معمق وتفصيلي، ويقبلون الواقع وحتى ولو كان مغلوطا وبدون أي انزعاج. ويقترح شارب عن وجود علاقة بين العقلية الجشطالتية والانفصال عن الواقع الحقيقي. فالأشخاص الذين يميلون إلى الاعتقاد بوجود أنشطة خارقة هم أكثر عرضة لتقبل نبؤات مستقبلية بمصداقية مثل من يعتقد بنبوءات المايا القديمة التي معظم الناس يعرفون التفاصيل عنها. [6]
- الإرشاد المتوفر: (بالإنكليزية: Availability heuristic) هي حالة نفسية يقوم من يمتلكها على بناء معتقدات أو برهنات بناء على المعلومات التي يتذكرها أو المتوفرة في تلك اللحظة فتصبح هذه المعلومات هو كل ما يعتمد عليه لبناء معتقده. هذا ما يسبب في الاختصار العقلي للتوفر. فالناس يولون أهمية أكبر للاعتقاد عندما يتم تذكير الأمثلة المتعلقة بالفكرة بسهولة أكبر، وغالبًا ما يكون ذلك بسبب المعلومات التي حدثت حديثا أو أخر الأخبار التي شاعت.[8] كانت المعلومات حول نبوءات المايا لنهاية العالم متاحة بوفرة، وخاصة في وسائل الإعلام، قبل التاريخ المروع المتوقع. تميل أحكام الناس إلى التحيز تجاه هذا آخر الأخبار، لا سيما تلك التي لها ميل انفصالي نحو معالجة الجشطالت.[6]

## أنظر أيض
| - تنافر معرفي - انحياز تأكيدي - نظرية المؤامرة - تفكير نقدي - وهام | * توقعات غير مؤكدة - قائمة الانحيازات المعرفية - تفكير سحري - التحزب - خرافة |